# Megasoma gyas
Megasoma gyas är en skalbaggsart som beskrevs av Herbst 1785. Megasoma gyas ingår i släktet Megasoma och familjen Dynastidae.

## Underarter
Arten delas in i följande underarter:
- M. g. prandii
- M. g. porioni
- M. g. rumbucheri